# Saint-Laurent (arrondissement i Montréal)
Saint-Laurent är ett arrondissement i Montréal i Kanada, till och med 2001 en separat stad. Antalet invånare var 102 104 vid folkräkningen 2021.